# 改造空母
改造空母（かいぞうくうぼ）、または改装空母（かいそうくうぼ）とは、他艦種や商船等を航空母艦（空母）に改造した艦船の総称である。
大型軽巡洋艦を改装したインディペンデンス級軽空母、貨客船や商船を改装した護衛空母（補助空母、特設航空母艦）などが 、代表例である。

## 概要

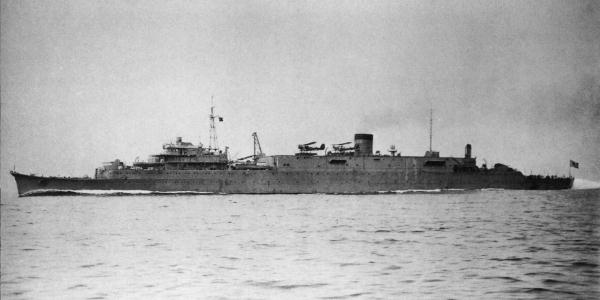
剣埼型潜水母艦として竣工した「剣埼」

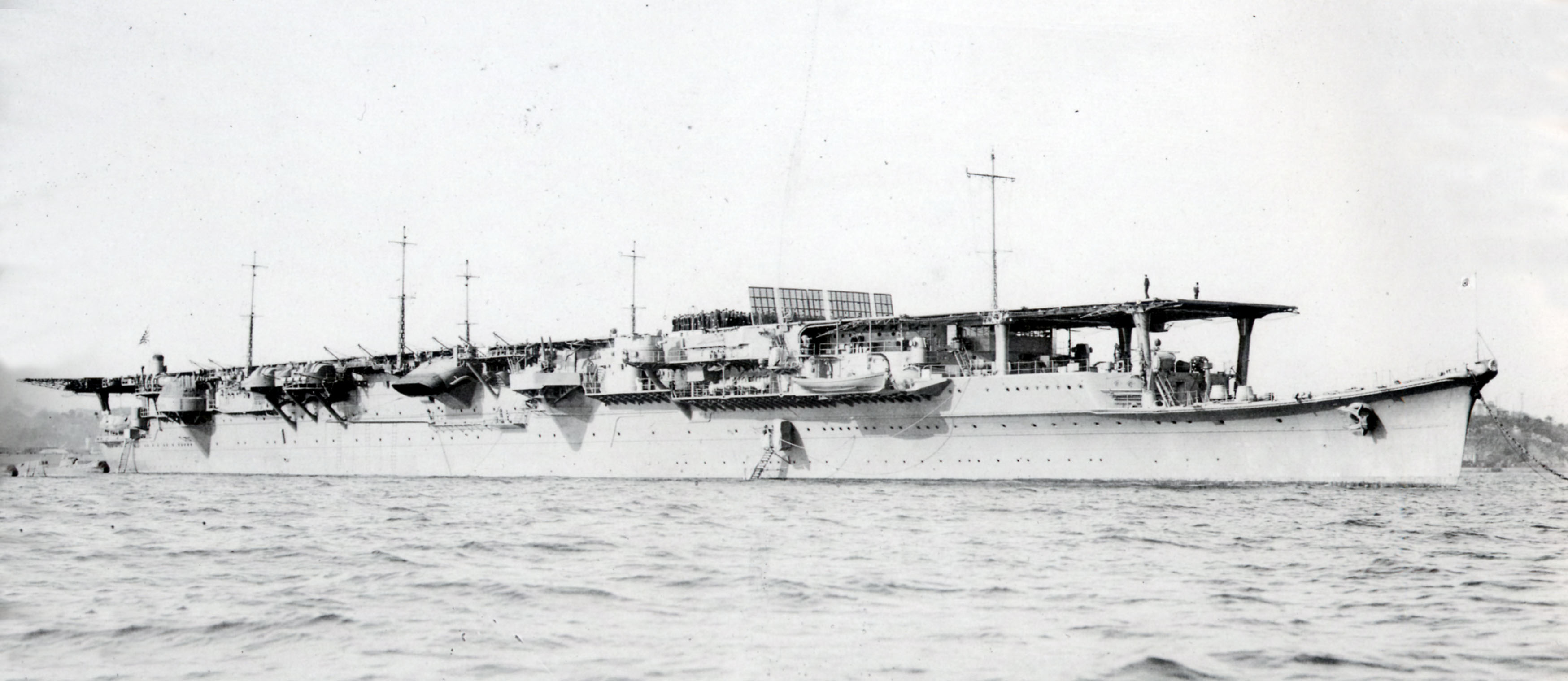
空母改装後「剣埼」から「祥鳳」に改名

航空母艦という艦種が出現する以前、第一次世界大戦においては既存の軍艦や商船を小改造して水上機を運用することが行われ、やがて本格的な水上機母艦が出現した。航空母艦の開発も水上機母艦の延長線上にあり、他艦種の改造から始まった。
ワシントン海軍軍縮条約の結果、飛行甲板を備えた「航空母艦」の定義が定めらる。同軍縮条約では規定枠内において巡洋戦艦や戦艦を空母に改造することが認められたが、いずれも排水量に基づく容積と本来の艦種における高速力が艦上機の発着に有利であったためである。これらは海軍の主戦力と認められ、機動力に優れることから当初から空母として建造されたものとあわせて艦隊空母（正規空母）とも呼ばれる。
その一方で、平時には貨客船として、有事には徴用したのち簡易的な航空母艦や仮装巡洋艦へ改造しようという機運もあり、こちらは補助空母、改装空母、特設空母などと呼ばれる。
日本海軍において航空母艦とは、軍艦としての航空母艦と、特殊艦や商船を改造した特設航空母艦に大別されていた。これは軍縮条約における空母の保有制限に端を発する。ワシントン軍縮条約においては制限外とされた排水量1万トン以下の補助空母（軽空母）を増勢する目論見は、ロンドン条約において制限の対象となったことから、空母「龍驤」1隻で終わった。
日本海軍は、開戦後に短期間で空母に改造できる特殊艦を保有したり、空母改造を前提とした貨客船を民間に保有させるというアイデアへ転換した。言い換えれば平時から条約制限内の空母として公表できるものが「正規空母」であり、戦時における空母の増勢を図ることを秘匿しつつ平時から条約制限外の「改造元」として予め軍艦あるいは商船を建造し、かつそれを空母へ改造したものが日本海軍における「特設航空母艦」となる。
第二次世界大戦の直前から戦時中にかけて、航空戦力不足を補うため、あるいは短期間で空母を取得することを意図して他艦種や商船等を航空母艦に改造することは、枢軸国や連合国の双方で計画され、いくつかの事例で具現化した。
第二次世界大戦の開戦後にアメリカ海軍やイギリス海軍では多数の護衛空母が就役した。これらは商船を改造あるいは商船の線図を流用したことで知られるが、実際に完成している商船や貨物船から改造工事を行ったものは初期の艦で（イギリス海軍のオーダシティ、アメリカ海軍のロング・アイランドなど）、ほとんどの艦は建造途中で護衛空母に切り替えられるか、新規の護衛空母として建造された。護衛空母は高速力の発揮はできなかったが、カタパルトを装備することによって大型機の運用にも耐え、また低速であるがゆえに高価で製造に手間のかかる大出力が不要であることも大量建造に有利に働き、戦争に勝利する原動力とも評された。
一方大日本帝国海軍では、空母改造を前提にした潜水母艦に加えて、建造に際して補助金を交付した商船（浅間丸級、新田丸級、あるぜんちな丸級など）からの改造艦で劣勢な空母戦力を補うことを意図したが、カタパルトの開発に失敗したことも相まって商船としては高速であっても大型化する艦上機を運用するには速度が不十分であることから期待した戦力とするには足らず、実際に改造された春日丸級特設航空母艦（大鷹型航空母艦）3隻は、航空機輸送などに用いられることとなった。
隼鷹型航空母艦（飛鷹型）2隻は橿原丸級貨客船を出自とするが、艦隊型軽空母として建造されたコロッサス級よりも大型、高速であり、ミッドウェー海戦で主力空母4隻を失った日本海軍空母機動部隊にとって、貴重な戦力となった。隼鷹型（飛鷹型）は正規空母として扱われることもある。
艦種を変えず艦体の一部を改造して航空機運用能力を付けたものは別の通称があり、航空戦艦（Battleship - Carrier）、航空巡洋艦（ゴトランド、最上など）と呼ばれる。

## 各国の改造空母
大日本帝国
戦艦・巡洋戦艦・巡洋艦からの改造
- 赤城
- 加賀
- 信濃
- 伊吹

潜水母艦または給油艦からの改造
- 瑞鳳型航空母艦
- 龍鳳

水上機母艦からの改造
- 千歳型航空母艦

商船からの改造
- 隼鷹型航空母艦
- 大鷹型航空母艦
- 神鷹
- 海鷹
- しまね丸

 アメリカ合衆国
巡洋戦艦・巡洋艦からの改造
- レキシントン級航空母艦
- アラスカ級大型巡洋艦
- インディペンデンス級航空母艦
- サイパン級航空母艦

給炭艦や貨物船からの改造
- ラングレー
- ロング・アイランド

商船からの改造
- アヴェンジャー級護衛空母
- ボーグ級護衛空母
- ノルマンディー

油槽船からの改造
- サンガモン級護衛空母

外輪客船からの改造
- ウォルヴェリン
- セーブル

 イギリス
戦艦・巡洋戦艦・巡洋艦からの改造
- フューリアス
- グローリアス級航空母艦
- ヴィンディクティブ
- イーグル

商船からの改造
- アーガス
- オーダシティ他5隻
- CAMシップ
- MACシップ
- アーガス (A135)
- リライアント

商船からの改造
- アーチャー
- アヴェンジャー級護衛空母
- アタッカー級/ルーラー級護衛空母

 フランス
戦艦からの改造
- ベアルン
- ジャン・バール

 ドイツ国
巡洋艦からの改造
- ザイドリッツ

商船からの改造
- グナイゼナウ
- ポツダム

 イタリア王国
戦艦からの改造
- インペロ

巡洋艦からの改造
- ボルツァーノ

商船からの改造
- アキラ
- スパルヴィエロ

 イラン
商船からの改造
- マカラン